# 関埼灯台
関埼灯台（せきさきとうだい）は、大分県大分市の佐賀関半島の突端の関崎に位置する灯台である。「せきざきとうだい」という呼び方が定着しているが、正しくは「せきさきとうだい」と読む。

## 概要

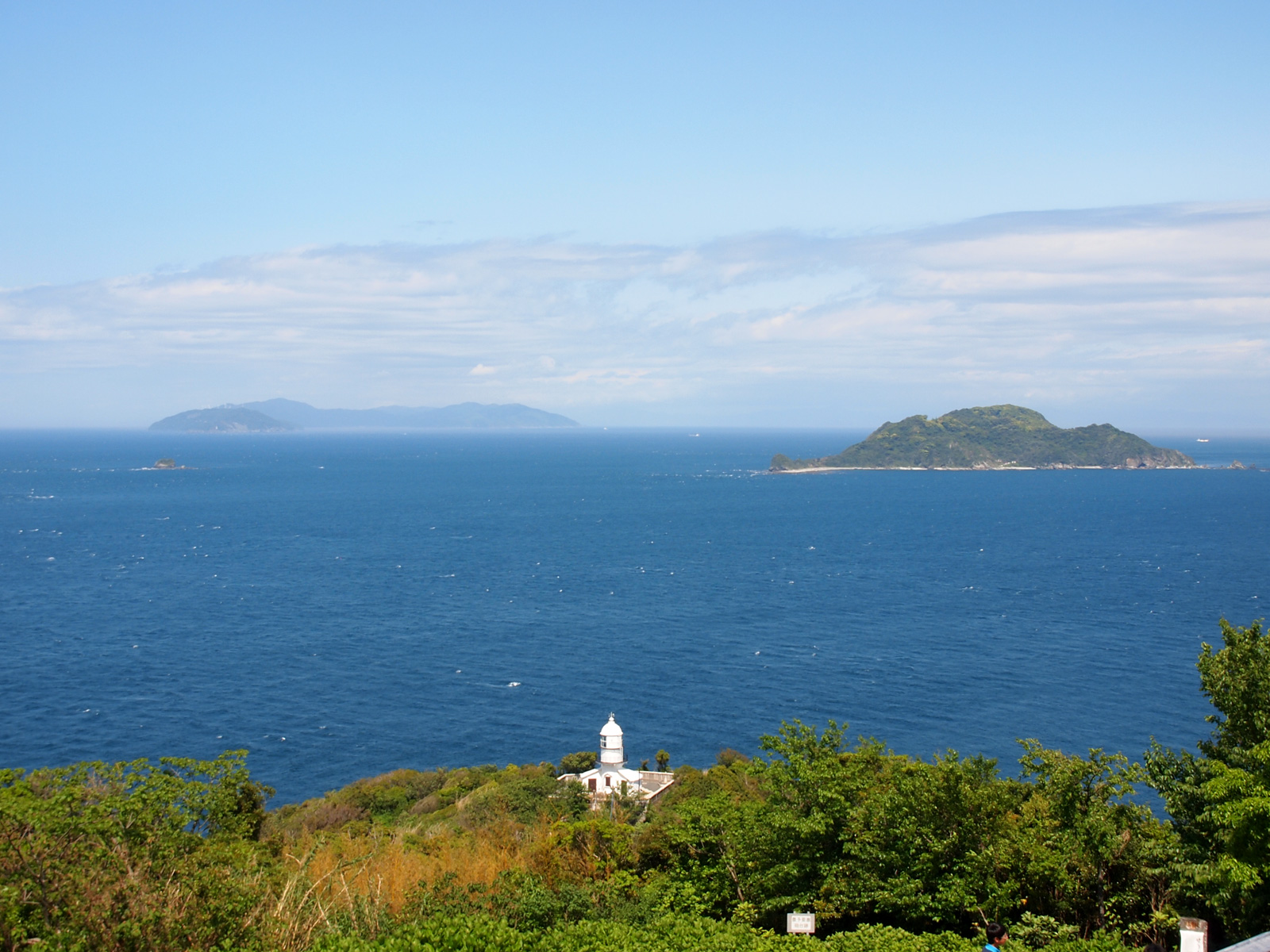
遠景
右手の島は高島、左手奥は佐田岬

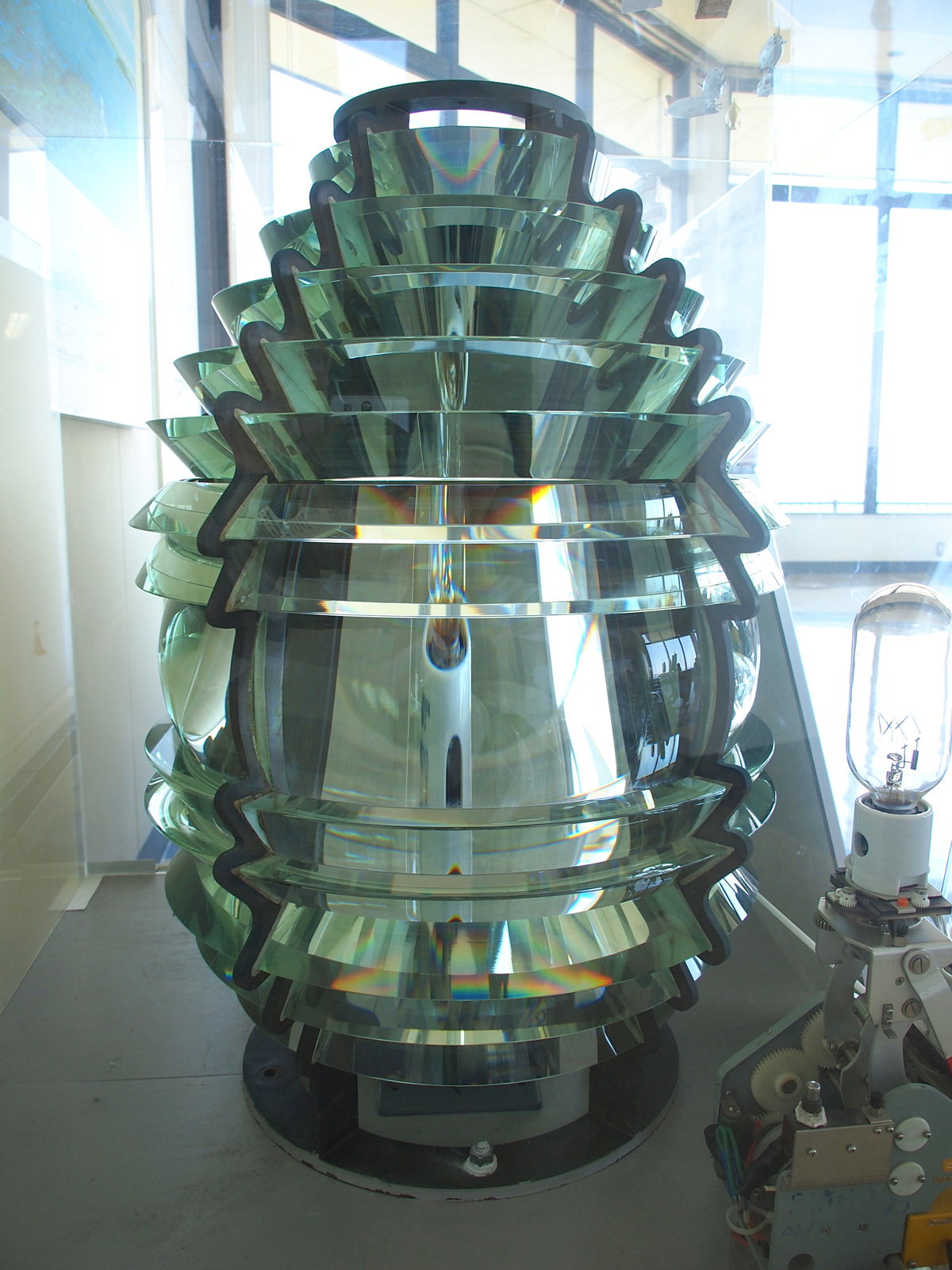
関埼灯台で使用されていた第4等フレネル式レンズ

1901年（明治34年）7月20日に初点灯した大分県で最古の灯台である。1918年（大正7年）4月に竣工した対岸の佐田岬灯台とともに、豊後水道の最狭部で、瀬戸内海と太平洋をつなぐ豊予海峡を通過する船舶の航行に現在も重要な役割を果たしている。
また、領海法施行令をはじめとする各種の法令において、瀬戸内海の範囲を規定する際の起点のひとつとされている（瀬戸内海#法令が定める範囲参照）。

## 沿革
1901年（明治34年）7月20日に初点灯した。初点灯時の第3等フレネル式レンズは1918年（大正7年）に佐田岬灯台に移設され、その後、関埼灯台では約百年間にわたり、灯台完成前の1870年（明治2年）にイギリスで製造された第4等フレネル式レンズが用いられてきた。しかし、2009年（平成21年）2月13日に高光度LED灯器に交換され、フレネル式レンズは近隣の関崎海星館で展示されている。

### 年表
- 1901年（明治34年）7月20日 - 初点灯[4][2]。
- 1918年（大正7年）4月 - 第3等フレネル式レンズから第4等フレネル式レンズに交換[2]。
- 1953年（昭和28年）8月 - 関埼航路標識事務所が設置され、関埼灯台の管理にあたる[4]。
- 1970年（昭和45年）4月 - 佐賀関航路標識事務所が開設されるとともに、関埼航路標識事務所が廃止。関埼灯台は無人灯台となる[4][2][6]。
- 1993年（平成5年）4月 - 大分航路標識事務所に移管[4][6]。
- 2004年（平成16年）4月 - 大分海上保安部に移管[4][2][6]。
- 2009年（平成21年）2月13日 - 第4等フレネル式レンズから高光度LED灯器に交換[2][5]。